# Reichertswinn
Reichertswinn ist ein Ortsteil der Stadt Velburg im Landkreis Neumarkt in der Oberpfalz in Bayern. 

## Geographische Lage
Der Weiler befindet sich ca. 3 km nördlich von Velburg in Richtung Lauterhofen in direkter Nähe des Truppenübungsplatzes Hohenfels. Der Ort im Oberpfälzer Jura der Fränkischen Alb liegt in einer Senke auf 540 m über HNH zwischen den Erhebungen Ratzenberg, Sommertsberg, Wolfersberg, Wildenberg, Büchelberg und Kurzberg. Reichertswinn liegt an der Kreisstraße NM 1 zwischen Kirchenwinn im Norden und Sommertshof im Süden.

## Geschichte
Reichertswinn wurde wie die anderen „Winn“-Orte in der Umgebung (Kirchenwinn, Walkertswinn (heute St. Colomann), Breitenwinn, Krumpenwinn) zwischen 900 und 1000 n. Chr. von den Karolingern vermutlich als Ansiedlung kriegsgefangener Wenden vom Königshof Lauterhofen aus gegründet.
Der Ort ist erstmals 1373 als „Reicholtzwinden“ genannt, als die Ehrenfelser als Besitzer der Herrschaft Helfenberg wie schon im Vorjahr Teile ihrer Herrschaft an Pfalzgraf Ruprecht verpfändeten. Als Dienstmannengeschlecht in der Herrschaft Helfenberg erscheinen im 14. Jahrhundert die „Reicheltzwinder“; sie verkauften 1381 ihre halbe Mühle zu Lengenfeld an den Pfalzgrafen.  Um 1400/10 besaß das Kloster Kastl in Reichertswinn eine Hube und zwei Lehen, auf denen um 1500 die Untertanen Osterman, Kneusler und Neydler saßen. Im Salbuch der Herrschaft Helfenberg von 1622 sind 3 Reichertswinner Höfe und 4 Güter aufgelistet. Dabei blieb es bis zum Ende des Alten Reiches um 1800.
Im neuen Königreich Bayern (1806) wurden zunächst Steuerdistrikte aus jeweils mehreren Orten gebildet. Dem Steuerdistrikt Reichertswinn im Landgericht Parsberg (dem späteren Bezirksamt bzw. Landkreis Parsberg), gehörten die beiden Dörfer Reichertswinn und Kirchenwinn sowie die Einöde Distlhof an. Mit dem zweiten Gemeindeedikt von 1818 wurde dieser Steuerdistrikt in unverändertem Umfang die Ruralgemeinde Reichertswinn. 1830 wurde zu dieser die Gemeinde St. Wolfgang mit den Ortschaften St. Wolfgang, St. Colomann, Richterhof, Diesenhof und Sommertshof gelegt. Eine weitere Änderung gab es 1952, als aus der wegen der Erweiterung des Truppenübungsplatzes aufgelösten Gemeinde Griffenwang die Einöde Neudiesenhof nach Reichertswinn umgemeindet wurde. Mit diesem Bestand wurde die Gemeinde im Zuge der Gebietsreform in Bayern am 1. Mai 1971 in die Stadt Velburg eingemeindet, die bei der Auflösung des Landkreises Parsberg im Jahr 1972 in den vergrößerten Landkreis Neumarkt i. d. Opf. eingegliedert wurde.

### Bürgermeister der ehemaligen Gemeinde Reichertswinn
- 1906–1910: Josef Landshammer
- 1911–1924: Michael Federhofer
- 1925–1945: Michael Eichenseer
- 1945 & 1948–1956: Josef Weigl
- 1956–1971: Josef Lautenschlager[10]

### Einwohner- und Gebäudezahl des Ortes Reichertswinn
- 1595 8 Häuser,[11]
- 1860 56 Einwohner, 10 Häuser,[12]
- 1861 52 Einwohner, 18 Gebäude,[13]
- 1871 59 Einwohner, 23 Gebäude, im Jahr 1873 einen Großviehbestand von 6 Pferden und 64 Stück Rindvieh,[14]
- 1900 58 Einwohner, 10 Wohngebäude,[15]
- 1925 65 Einwohner, 11 Wohngebäude,[16]
- 1950 65 Einwohner, 9 Wohngebäude,[17]
- 1987 46 Einwohner, 8 Wohngebäude, 8 Wohnungen.[18]

### Einwohner- und Gebäudezahl der Gemeinde Reichertswinn
- 1861 296 Einwohner, 106 Gebäude in 8 Orten,[13]
- 1871 268 Einwohner, 59 Wohngebäude, im Jahr 1873 einen Großviehbestand von 28 Stück Rindvieh,[14]
- 1900 298 Einwohner, 52 Wohngebäude in 8 Orten,[15]
- 1925 304 Einwohner, 50 Wohngebäude in 8 Orten,[16]
- 1950 305 Einwohner, 50 Wohngebäude,[17]

Auf dem Gemeindegebiet lagen Hohllöcher, das Zigeunerloch und die König-Otto-Tropfsteinhöhle.

### Kirchliche Verhältnisse
Durch die Erweiterung des Truppenübungsplatzes 1952 wurde die Pfarrei Pielenhofen aufgelöst, und Reichertswinn, das bis dahin dieser Pfarrei angehörte, wurde nach Velburg umgepfarrt. Es wechselte so vom Bistum Regensburg zum Bistum Eichstätt.

## Baudenkmäler
- Die Dorfkapelle Hl. Dreifaltigkeit, ein Satteldachbau mit Turmstumpf, Anfang des 18. Jahrhunderts errichtet, gilt als Baudenkmal.
- Um 1985 galt auch das Haus Nr. 7, ein Wohnstallhaus aus dem 18./19. Jahrhundert, als Baudenkmal.[19]